# Église Sainte-Marie de Peníscola
Pour les articles homonymes, voir Église Sainte-Marie.
L'église Sainte-Marie (catalan : església de Santa Maria ; espagnol : iglesia de Santa María) est un édifice religieux catholique situé à Peníscola, en Espagne. Elle est construite initialement dans le style gothique et modifiée ensuite dans l'esprit baroque, est un lieu de culte catholique situé au centre de la commune, et le siège d'une paroisse du diocèse de Tortosa.

## Histoire
Commencée peu après la conquête du village, elle conserve le mur du portail et ce portail proprement dit, comme témoins de l'église primitive au moment du repeuplement. Au milieu du XVe siècle, un incendie a détruit l'église, et le pape Eugène IV, à la demande de la reine Marie de Castille, a concédé une indulgence plénière aux donateurs pour la reconstruction de l'église. À la fin du XVIIe siècle, on couvre les chapelles latérales de tuiles.
Entre 1725 et 1739, on agrandit et on transforme l'édifice en changeant son orientation. On construit un nouveau chevet, avec une sacristie, et la chapelle de la Communion. Les travaux ont été dirigés par le maître José Antonio Simó et ont été finis le 27 mai 1739, tandis que la chapelle de la Communion a été terminée le 7 septembre 1743.
En 1784, on projette de remplacer les anciennes travées de la nef par une nouvelle construction qui se conforme aux réformes de la première moitié du XVIIIe siècle, et quelques années après, Andrés Moreno est chargé d'organiser les travaux, mais en 1793, rien n'avait été commencé. De ce projet, peu de chose a été exécuté.
Le clocher a été construit en 1862 selon les plans de l'architecte Vicente Martí.
En 1995 ont été restaurées les façades, et durant l'année 2004, dans le but d'utiliser l'église comme siège de l'exposition «Paisajes Sagrados», la fondation «La Luz de las Imágenes» a effectué une restauration complète du bâtiment.
En 2005, la paroisse a changé de nom, passant de la «Virgen del Socorro», invocation mariale de l'église depuis le XVIIIe siècle, en «Santa María de Peñíscola», en accord avec la dénomination établie par Jacques Ier d'Aragon.

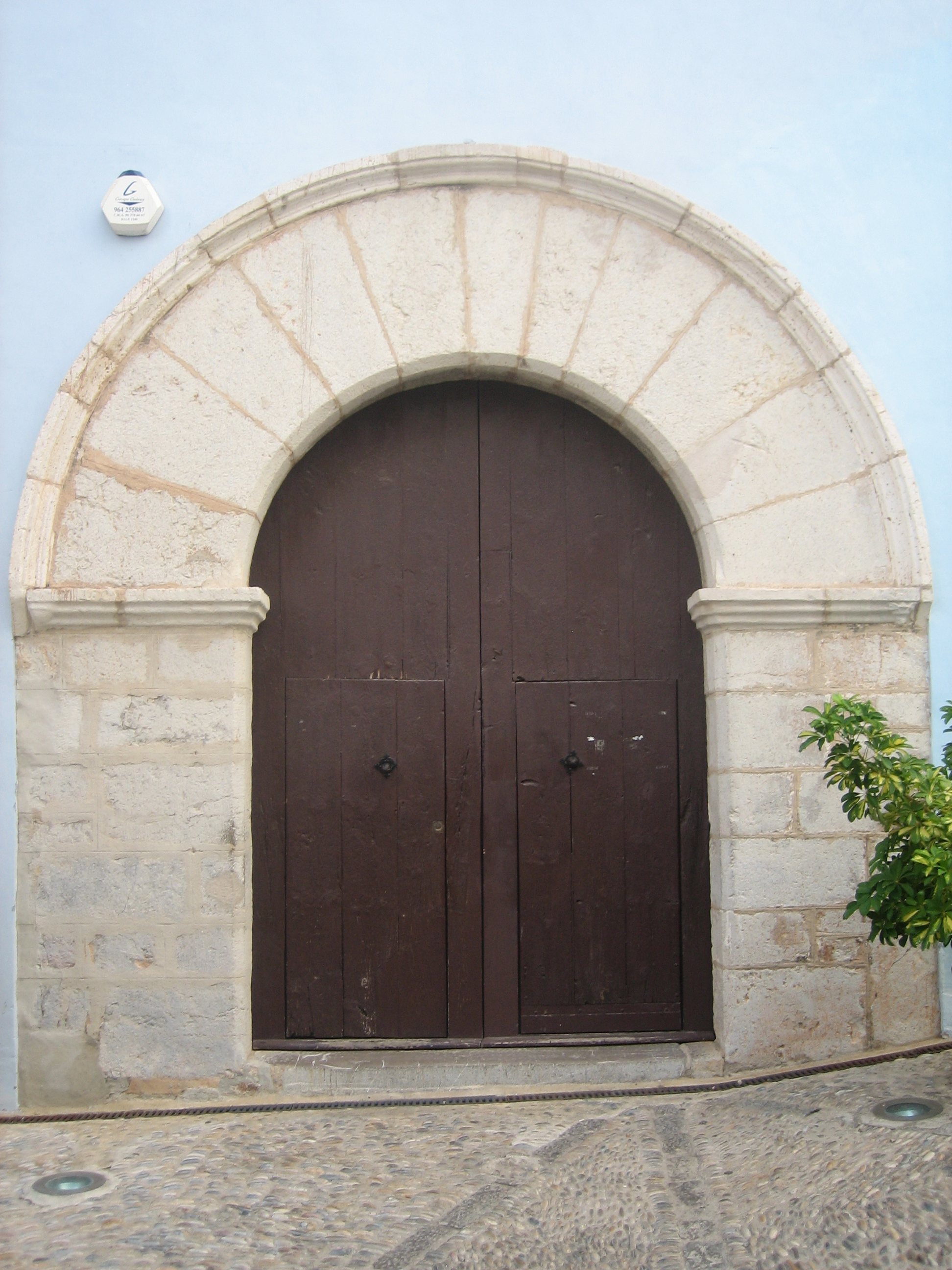
Portail de l'église

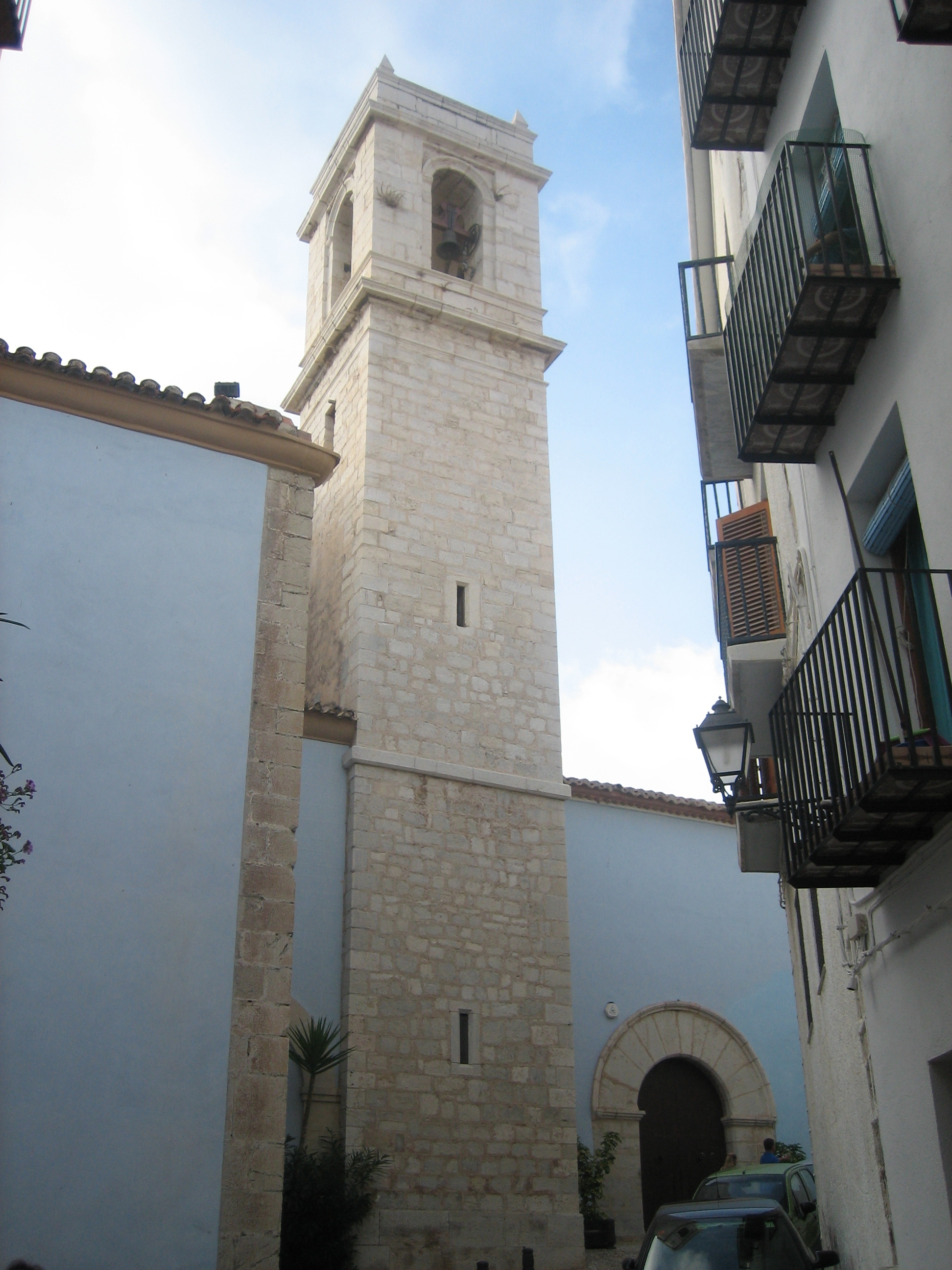
Tour-clocher

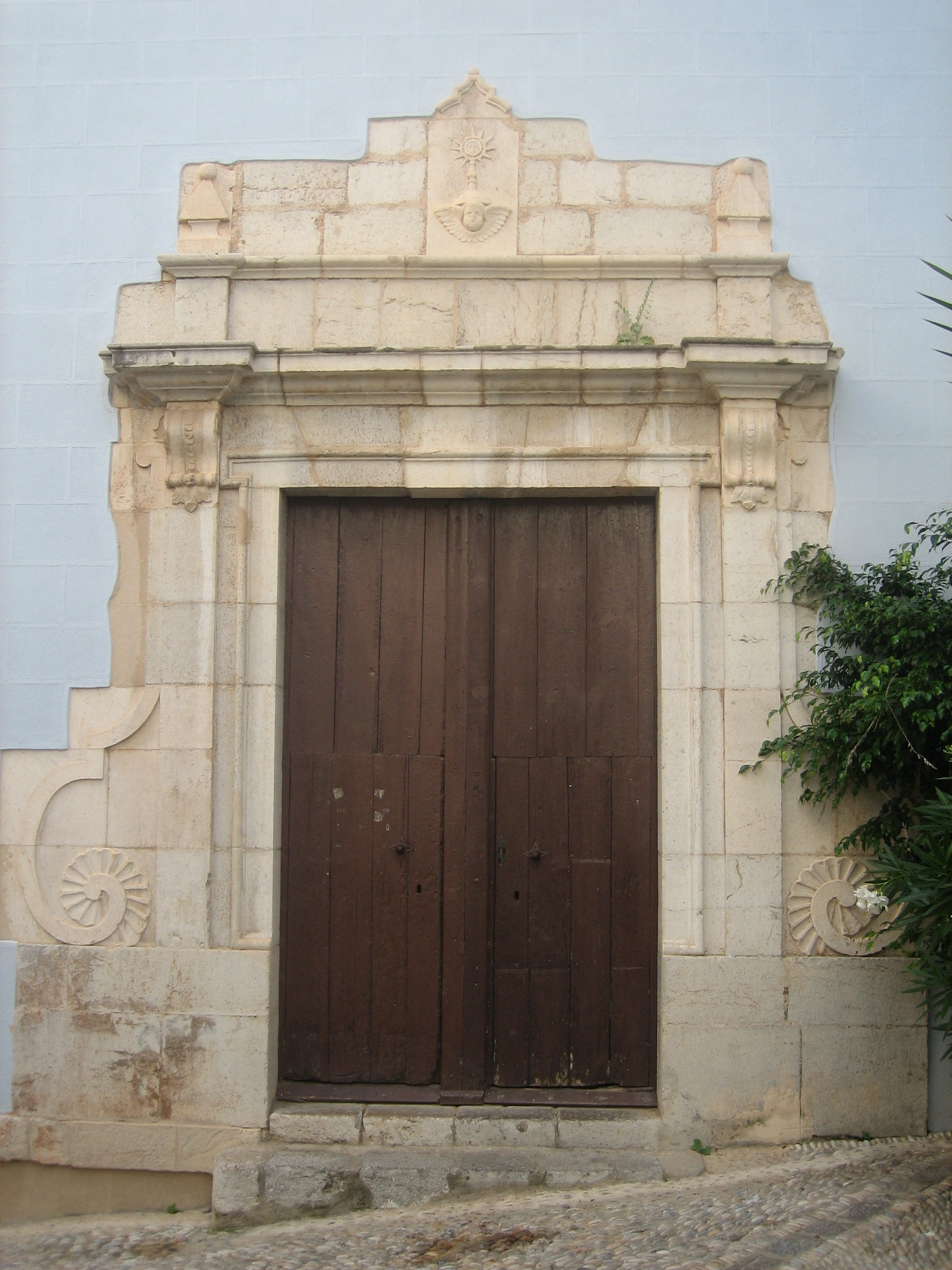
Portail de la chapelle de la Communion

## Architecture

### Structure
L'édifice a deux parties clairement différentes: l'église primitive du XVe siècle, avec des éléments du XIIIe siècle comme le portail, et les remaniements du XVIIIe, à la place de l'ancienne, avec la construction du transept et du chœur, celui-ci entouré par la sacristie, l'arrière de l'autel et la chapelle de la Communion.
L'église a un plan en croix latine, avec une nef de quatre travées couvertes de croisées d'ogive, avec des nervures et des clés en pierres de taille, et les impostes des grands arcs sculptées. Les chapelles latérales se trouvent entre les contreforts; elles sont couvertes de croisées d'ogives, à l'exception d'une travée du côté gauche, où se trouve l'entrée. La croisée et le chœur sont surélevés et sont couverts par une voûte en berceau avec des lunettes, alors que les bras du transept sont plus bas et le chevet est plat. Le chœur est entouré par la sacristie, l'arrière de l'autel et la chapelle de la Communion.

### Façade
La façade est simple, dénudée, et seul se détache le portail en plein cintre où les voussoirs sont entourés par une imposte et par une moulure circulaire.

### Tour-clocher
La tour-clocher est adossée à la partie gauche de l'église, par où on y accède. Elle est de plan carré de 3,8 m de côté et 17,5 m de hauteur. Elle comporte trois corps séparés par des moulures, les deux premiers massifs, et l'autre, celui des cloches, avec une baie en plein cintre à chaque face. Le corps contenant les cloches est terminé par une terrasse avec une balustrade, couronnée par des pinacles. Faite de pierres de taille, la partie inférieure est de moindre qualité dans la construction.

### Chapelle de la Communion
La chapelle de la Communion est une construction en forme de croix centrée, couverte par une coupole sans tambour ni lanterne, alors que le chœur et les chapelles de la croisée sont des espaces réduits, et la nef s'élargit un peu jusqu'au portail d'entrée, le tout couvert par une voûte en berceau.

### Trésor paroissial
Parmi les œuvres d'orfèvrerie que conserve la paroisse, on peut détacher trois pièces dites pontificales, car elles ont appartenu originellement à Benoît XIII et Clément VIII, et une croix processionnelle de style maniériste:
- Croix processionnelle de Benoît XIII. Cristal de roche orné d'argent doré, du début du XVe siècle.
- Calice du Pape Luna. En argent doré avec des émaux limousins, fabriqué au XVe siècle par des orfèvres barcelonais.
- Reliquaire Lignum Crucis de Clément VIII. En argent doré, du XVe siècle, sans marque.
- Croix processionnelle de Philippe II. En argent, de 1587, avec une marque de Valence.

## Classement
L'église Sainte-Marie est classée Bien de Relevancia Local (code : 12.03.089-002).
- Fiche de la Dirección General de Patrimonio Cultural

### Source
- (es) Cet article est partiellement ou en totalité issu de l’article de Wikipédia en espagnol intitulé « Iglesia de Santa María (Peñíscola) » (voir la liste des auteurs).